# بيكان (كيبك)
بيكان (بالإنجليزية: Bégin, Quebec)‏ هي بلدية محلية في كيبيك تقع في كندا في Le Fjord-du-Saguenay.[بحاجة لمصدر]  يقدر عدد سكانها بـ 868 نسمة ومساحتها 195.60 كم2 .